# Friedrich Schlegel

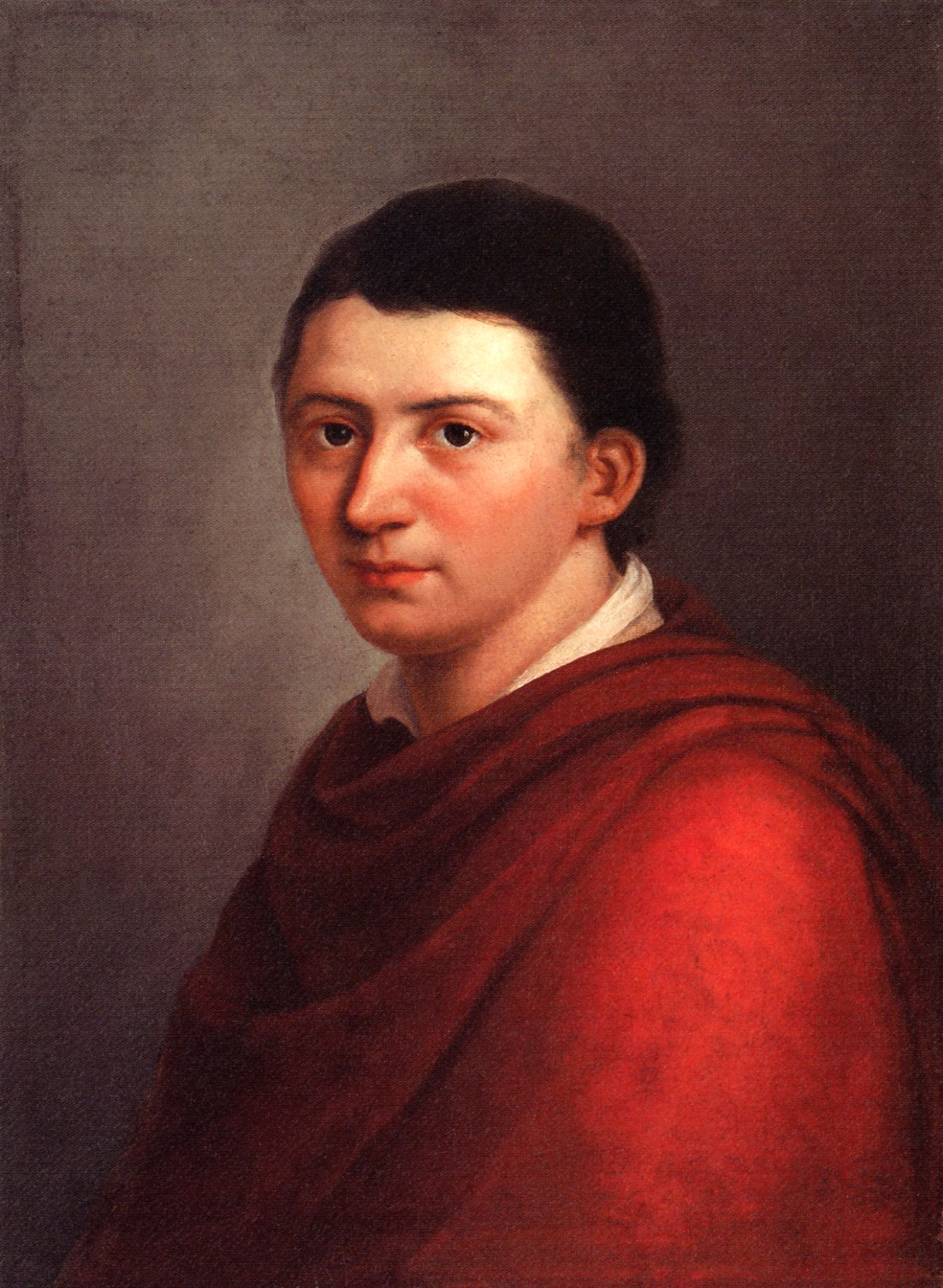
Friedrich Schlegel, Porträt von Franz Gareis aus dem Jahr 1801

Karl Wilhelm Friedrich Schlegel (* 10. März 1772 in Hannover; † 12. Januar 1829 in Dresden), seit 1814 von Schlegel, meist kurz Friedrich Schlegel genannt, war ein deutscher Kulturphilosoph, Schriftsteller, Literatur- und Kunstkritiker, Historiker und Altphilologe. Friedrich Schlegel war neben seinem Bruder August Wilhelm Schlegel einer der wichtigsten Vertreter der „Jenaer Frühromantik“. Schlegels Ziel war nach eigenem Bekunden die verbindende Darstellung von Philosophie, Prosa, Poesie, Genialität und Kritik. Wichtige Motive dieses Strebens waren die Konzeptionen einer „progressiven Universalpoesie“, der romantischen Ironie und einer „neuen Mythologie“.
Schlegel gilt als Pionier der Sprachtypologie und bahnbrechender Indologe, ohne dass er jemals in Indien war. Seine Monographie Über die Sprache und Weisheit der Indier lenkte große Aufmerksamkeit auf Indien. Der Aphoristiker Schlegel, „gemeinhin als ein genialischer Chaot mit sprunghaften Einfällen betrachtet“, inspirierte unter anderen den Historiker Leopold von Ranke.  Sein essayistisches Werk wurde von Marcel Reich-Ranicki in dessen Kanon aufgenommen.

## Leben

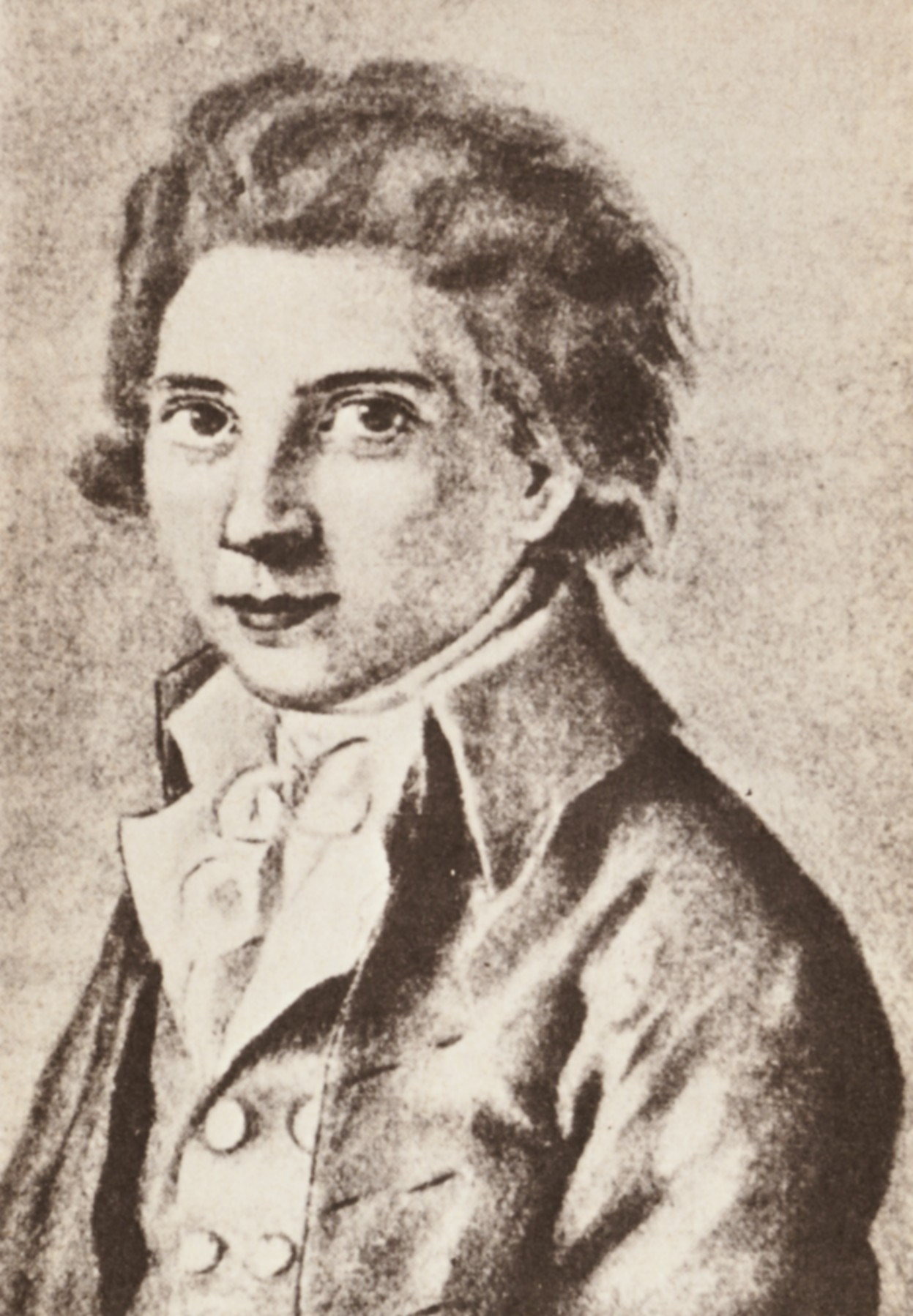
Friedrich Schlegel um 1790, Kreidezeichnung von Caroline Rehberg

### Kindheit, Jugend, Studium
Friedrich Schlegel kam am 10. März 1772 als zehntes Kind des lutherischen Pastors und Dichters Johann Adolf Schlegel in Hannover zur Welt. Sein Vater war Pfarrer an der Marktkirche; in der Familie bestand ein künstlerisch und intellektuell aufgeschlossenes Umfeld. Einer seiner Ahnen, Christoph Schlegel (1613–1678), war wegen seiner Verdienste als Prediger in Leutschau 1651 von Kaiser Ferdinand III. mit dem Beinamen „von Gottleben“ geadelt worden. Die Erziehung Friedrichs bereitete der Familie Kummer: „[…] in sich zurückgezogen erschien das Kind schwer erziehbar und zudem von labiler Gesundheit.“ Die  Erziehung wurde zuerst seinem Onkel Johann August in Pattensen und danach seinem Bruder Moritz in Bothfeld anvertraut. 1789 starb sein Bruder Karl August in Madras. „Auf sein flehentliches Bitten“ (nach Wilhelm Dilthey) brach er eine Kaufmannslehre bei dem Bankier Schlemm in Leipzig ab, und ihm wurde die Vorbereitung auf das Universitätsstudium gestattet. Er zog zu seinem älteren Bruder August Wilhelm nach Göttingen.
Er immatrikulierte sich 1790 an der Universität Göttingen, um Rechtswissenschaften zu studieren, wandte sich aber der Klassischen Philologie zu, die er bei Christian Gottlob Heyne hörte. Als sein Bruder im Mai 1791 als Hauslehrer nach Amsterdam übersiedelte, setzte er das Jura-Studium nach einem Jahr an der Universität Leipzig fort. Aus Lesewut beschäftigte er sich in den nächsten Jahren mit Hellenismus (griechischen Dichtern wie Aristophanes, griechischem Drama, Komödien und Poesie), römischer Zivilisation, Geschichtsphilosophie,  zeitgenössischer deutscher Literatur (Weimarer Klassik) und Jean-Jacques Rousseau.

### Leipzig, Dresden

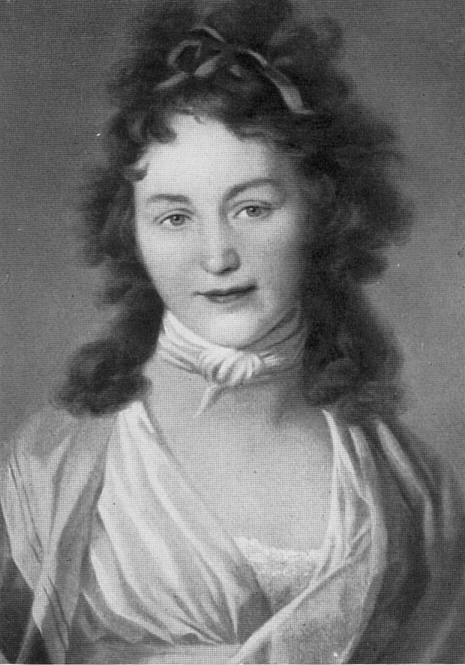
Caroline Böhmer-Schlegel-Schelling: Über ein Gedicht von Schiller, das Lied von der Glocke, sind wir gestern Mittag fast von den Stühlen gefallen vor Lachen, es ist à la Voss, à la Tieck, à la Teufel, wenigstens um des Teufels zu werden.

Im Januar 1792 lernte er Friedrich von Hardenberg (der sich später Novalis nennen sollte) kennen, mit dem ihn viele gemeinsame Interessen, wie Philosophie, Geschichte und Literaturtheorie, verbanden. In das Jahr 1792 fällt auch Schlegels erste Begegnung mit Schiller (14. Mai 1792). Im Sommer 1793 gab Schlegel sein Studium wegen Schulden auf und wurde freier Schriftsteller. Im August 1793 freundete er sich mit der geistreichen schwangeren Witwe Caroline Böhmer an, der Tochter eines Göttinger Theologen und Orientalisten. Diese Freundschaften prägten seinen weiteren Lebensweg entscheidend, da sie ihn bei seiner literarischen Tätigkeit unterstützten.
Im Januar 1794 zog er nach Dresden zu seiner Schwester Charlotte. Dort lebte er zurückgezogen, lernte aber Christian Gottfried Körner kennen und veröffentlichte sein erstes Werk Von den Schulen der griechischen Poesie. Dabei beschäftigte er sich vor allem mit „Betrachtungen der Metrik“ der klassischen Antike. Schlegel verfasste 1795 einen Aufsatz Über die Diotima, in dem er die literarische Figur als Priesterin und als Pythagoreerin darstellte und als „Bild vollendeter Menschheit“ beschrieb, als eine Frau, „in welcher sich die Anmut einer Aspasia, die Seele einer Sappho, mit hoher Selbständigkeit vermählt“.
1795 machte er Bekanntschaft mit Johann Friedrich Reichardt, der – wie Caroline – ein begeisterter Anhänger der Französischen Revolution, des Republikanismus und des Demokratismus war. Die Mitarbeit an dessen Zeitschrift Deutschland sicherte seit 1796 seinen Lebensunterhalt. Neben dem politischen Artikel Versuch über den Begriff des Republikanismus erschien darin Schlegels  scharfe Kritik an den Gedichten Friedrich Schillers (Rezension des Schillerschen Musenalmanachs auf das Jahr 1796).

### Jena, Berlin
Im Juli 1796 war Schlegel seinem Bruder August Wilhelm und dessen Frau Caroline nach Jena gefolgt. Zunehmend beschäftigte er sich mit Philosophie (Kant, Spinoza). Hier prägte ihn stark die Philosophie von Johann Gottlieb Fichte (vgl. dessen Grundlage der gesamten Wissenschaftslehre), mit dem ihn eine Freundschaft verband. Der junge Schlegel machte bei seinem ersten Jenaer Aufenthalt zudem fruchtbare Bekanntschaften mit Schriftstellern der „älteren Generation“: Johann Gottfried Herder, Christoph Martin Wieland und Johann Wolfgang von Goethe. In Auseinandersetzung mit deren Werken entwickelte er seine berühmte Literaturtheorie.

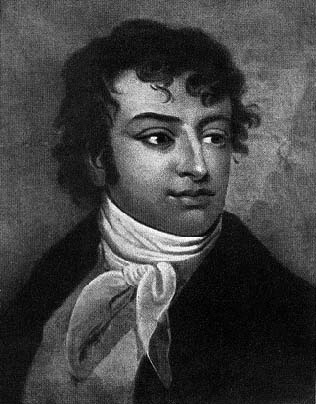
August Wilhelm Schlegel um 1800

Ende 1797 hat der Begriff Romantik für Schlegel schon vielfältige Facetten gewonnen. In einem Brief an seinen Bruder August Wilhelm schreibt er: „Meine Erklärung des Worts Romantisch kann ich Dir nicht gut schicken, weil sie – 125 Bogen lang ist.“ In der Literatur sollten nun nicht mehr wie in der Klassik bestimmte Schemata für die Erschaffung eines literarischen Werkes vorgegeben sein, sondern man betrachtete den Künstler als freischaffendes Genie. Die Regelpoetik und die Forderungen der drei aristotelischen Einheiten von Raum, Zeit und Handlung verloren an Bedeutung, vielmehr wurde der Roman zum subjektiven Spielfeld des Autors. Ziel war es – nach Schlegel –, Philosophie, Prosa, Poesie, Genialität und Kritik miteinander verbindend darzustellen. Aus diesen neuen Konstellationen ergab sich ein fragmentarischer Charakter mit unfertigen Handlungssträngen. Schlegel wollte damit den Werdensprozess der Dichtung betonen und meinte, dass der unvollendete Zustand einer Dichtung der Willkür und Freiheit des Dichters folge.

„Die weiblichen Charaktere und die Liebe im Drama müßen nicht so äußerlich angehängt sein, sondern nothwendig verknüpft, selbst allegorisch für die Verklärung, d[en] Untergang – die Versöhnung; d[en] Kampf und Sieg wie diese im Ganzen herrschen. Sie müssen dasselbe gleichsam personificirt sein. Doch scheinen weibliche Charaktere des Untergangs (wie Lady Macbeth) bedenklich. Besser alle im guten Princip. […] (KFSA XVII: 160; xvii, 202, 1808)“

„Weiterhin betont Schlegel den ‚indirekten religiösen Charakter der dramatischen Poesie‘ (KFSA XVII: 204; xviii,138, 1823), schreibt aber an anderer Stelle, daß die Poesie sowohl heidnisch als auch christlich sein muß, und merkt kritisch an, daß Calderón diesem Ideal nicht entspricht (vgl.KFSA XVII: 258; xix,115, 1811). Ausgeglichen soll das Drama auch insofern sein, als ‚Gott und Teufel, gutes und böses Princip‘ (KFSA XVI: 264; ix,126, 1799–1801) gleichermaßen darzustellen sind.“

In Deutschland taucht der Begriff „Historismus“ erstmals 1797 bei Schlegel auf, der sich auf „Winckelmanns Historismus“ bezieht, um den „unermeßlichen Unterschied“ zwischen der Antike und der gegenwärtigen Kultur des 18. Jahrhunderts deutlich zu machen. Er plädiert dafür, die Antike nicht durch die philosophische Brille zu betrachten, sondern in ihrer Eigenständigkeit zu akzeptieren.
Schlegel schrieb in Bezug auf die Dichtung der Spätantike von „entarteter Kunst“.
1797 lernte er Friedrich Schleiermacher, den Prediger an der Charité Berlin, kennen. Schleiermacher und Schlegel lebten in einer kleinen Wohnung, lasen gemeinsam Fichtes Wissenschaftslehre und Grundlage der gesamten Wissenschaftslehre, übersetzten Platon und diskutierten hitzig über Lebenskunst. Überdies machte er im literarischen Salon der Henriette Herz Bekanntschaft mit Rahel Varnhagen von Ense, Ludwig Tieck und Dorothea Veit, der Tochter Moses Mendelssohns, mit der er nach ihrer Scheidung 1798 zusammenlebte. Diese Zeit findet eine programmatisch überhöhte Darstellung in seinem Roman Lucinde (1799).
1798 gründeten die Gebrüder Schlegel die ästhetisch-kritische Zeitschrift Athenäum. Sie gilt als das Sprachorgan der Jenaer Frühromantik. Zusammen mit Novalis entwickelte Friedrich Schlegel in dieser Zeitschrift das Fragment zu einer spezifisch romantischen literarischen Kunstform. Schlegel kritisierte Wilhelm Meisters Lehrjahre.

### Die „Romantiker-Wohngemeinschaft“ in Jena

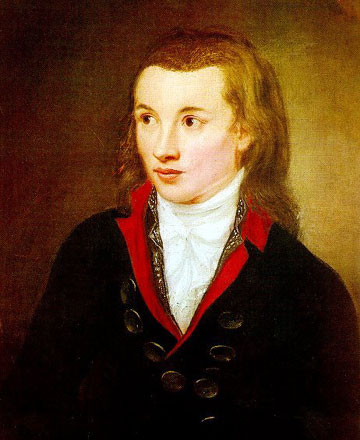
Novalis um 1799, Porträt von Franz Gareis

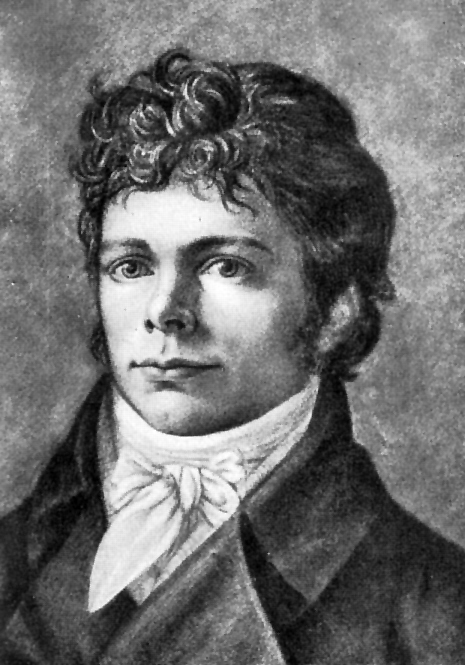
Friedrich Wilhelm Schelling, nach einem Ölgemälde von Christian Friedrich Tieck, um 1800

1799 lebten die beiden Brüder, August Wilhelms Ehefrau Caroline sowie Dorothea Veit für ein halbes Jahr zu viert zusammen – im Hinterhaus des Hauses An der Leutra 5 in Jena. Diese „Romantiker-Wohngemeinschaft“ bildete das Kernstück der Jenaer Romantik. Die Autoren brachen mit vielen Konventionen: Beispielsweise mischten sie in ihre Romane Gedichte und Balladen, kleine Märchen etc.; dabei bezogen sie sich oft auf Goethes Werke (Werther, Wilhelm Meisters Lehrjahre). Dem entspricht Friedrich Schlegels Konzept einer „progressiven Universalpoesie“, die nicht nur unterschiedlichste Gattungen und Wissensgebiete miteinander verbindet, sondern auch über sich selbst nachdenkt und ihre eigene Kritik enthält. In der Romantik wurde mit Friedrich Schlegel der Begriff der Ironie um eine literarische Haltung erweitert, die später als romantische Ironie bezeichnet wurde.
Die Gruppe, deren Ziel ein enges Verweben von Leben und Literatur war, erhielt in dieser Zeit häufig Besuch: Mit Friedrich von Hardenberg (Novalis) und Tieck – dieser erschien mit seinem Schwager August Ferdinand Bernhardi – verband Schlegel eine enge Freundschaft und die gemeinsame Arbeit am Athenaeum. Mit Novalis entwickelte Friedrich Schlegel den Begriff der progressiven Universalpoesie. Auch sein Mitbewohner aus Berliner Tagen, Friedrich Schleiermacher, die in Jena lebende Schriftstellerin Sophie Mereau (wenngleich diese eher dem „Schiller-Kreis“ zuzuordnen ist), deren Geliebter und späterer Ehemann Clemens Brentano sowie die Philosophen Schelling und Fichte frequentierten die Wohngemeinschaft. In den Nächten diskutierten sie über Literatur, Kunsttheorie und Philosophie, tagsüber arbeiteten sie an ihren Texten: Friedrich Schlegel unter anderem an der Lucinde, August Wilhelm und Caroline an den Shakespeare-Übersetzungen.

Philipp Otto Runge: Selbstbildnis um 1802

Doch dieses Leben dauerte nur einen „Wimpernschlag der Weltgeschichte“ an. Im August 1800 habilitierte sich Friedrich Schlegel an der Universität Jena und lehrte als Privatdozent. Ein Höhepunkt der Studentenzahlen in Jena zeigte sich im 18. Jahrhundert, als der Ruf der Universität unter Herzog Carl August Lehrende wie Fichte, Schelling, Schiller, Hegel und Friedrich von Schlegel nach Jena zog. Schlegel veröffentlichte seine Ideen (1800), in denen es heißt: „Nur durch Beziehung aufs Unendliche entsteht Gehalt und Nutzen; was sich nicht darauf bezieht, ist schlechthin leer und unnütz.“ Schlegel übertrug in seinem Gespräch über die Poesie den Begriff Arabeske als erster auf die Literatur, in der sie eine durch scheinbar chaotische, naturähnliche Strukturen gekennzeichnete Form bezeichnet. An der Universität hielt er die Vorlesung über Transzendentalphilosophie (1801). Als sich die Wohngemeinschaft auflöste, verließ er im Dezember 1801 Jena. Schlegel nahm mit Tieck seinen Wohnsitz in Dresden und beide beschäftigten sich mit der Herausgabe von Novalis’ Werken Die Lehrlinge zu Sais und Heinrich von Ofterdingen. Schlegel begab sich nach einem Aufenthalt zusammen mit Dorothea, die ihn während dieser Zeit durch schriftstellerische Tätigkeit finanziell unterhielt (vgl. Florentin (Roman)), nach Weimar.
Goethe hielt die Beziehungen auch nach dem Bruch der Schlegels mit Schiller (1797) aufrecht. Er führte Wilhelms Jon (Anfang 1802) und Friedrichs Alarcos (Mitte 1802) auf, wobei es zum Eklat kam, als die Kotzebue-Partei, die sowohl in Dissens zu Goethe als auch zu den Schlegel-Brüdern stand, mit einhellig schallendem Gelächter reagierte. Das „Man lache nicht!“ Goethes half wenig.  Aufgrund einer fehlenden psychologischen Motivierung schien der Alarcos von vornherein zum Scheitern verurteilt.

### Paris und Köln

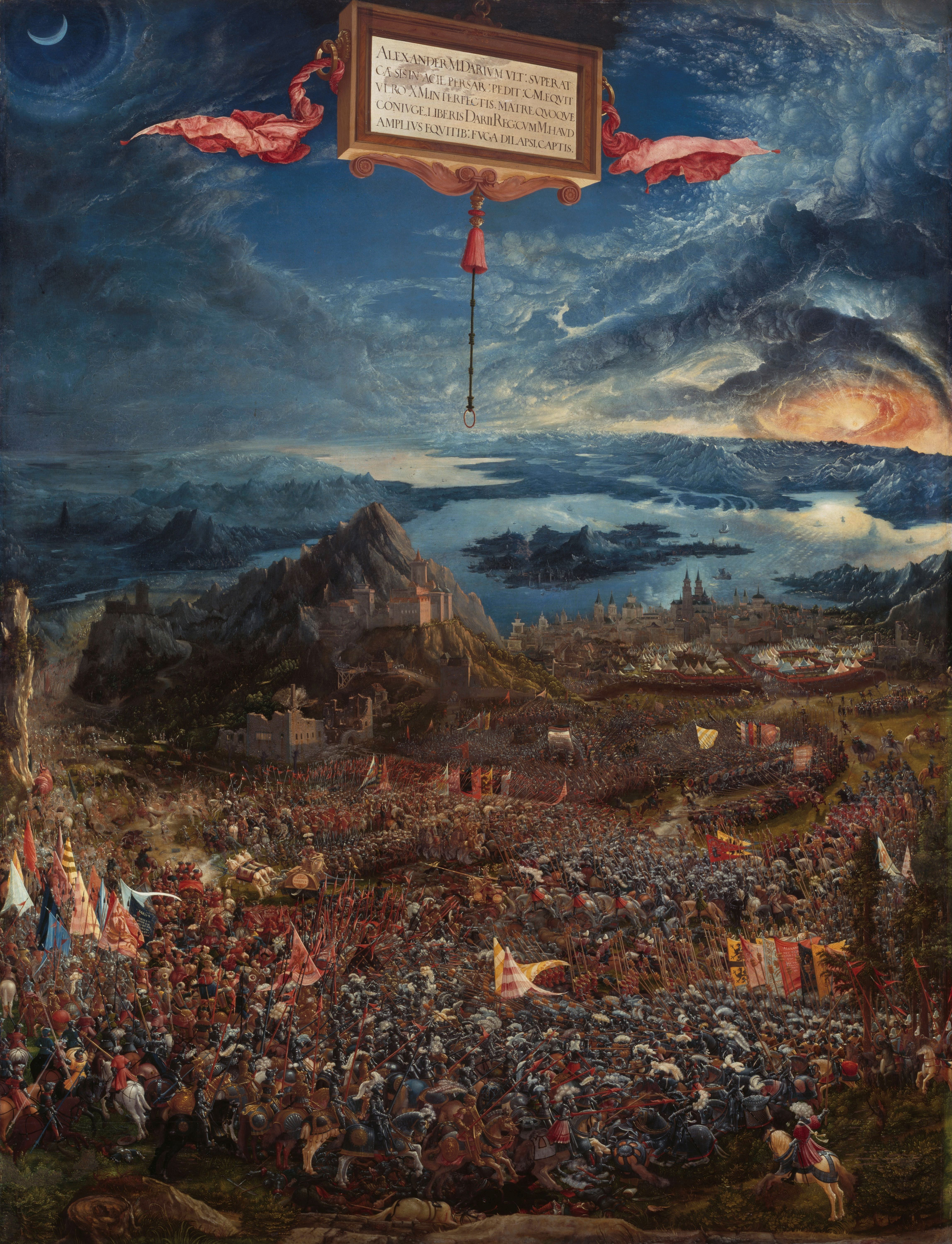
Albrecht Altdorfer: Die Alexanderschlacht (1529; Alte Pinakothek, München). Schlegel bewunderte dieses Gemälde der Schlacht bei Issos; er beschrieb die untergehende Sonne als eine kosmische Vision von urweltlicher Großartigkeit.

Nach dem Frieden von Amiens befand sich Schlegel in Paris zum Studium der Kunstsammlungen, in der Hoffnung, eine neue Stelle oder eine verlorengegangene Ur-Einheit zu finden, das Goldene Zeitalter. Dort lebte er in einer ehemaligen Wohnung des Baron d'Holbach, zusammen mit den Brüdern Boisserée und Alexander Hamilton, der als Gefangener der napoleonischen Kriege in Paris festsaß und einer der wenigen Sanskrit-Kenner seiner Zeit war. Er beschäftigte sich mit dem Studium der Indologie, der persischen Sprache als Schüler von Antoine-Léonard de Chézy und der vergleichenden Sprachwissenschaft, weil er wissen wollte, welche Sprachen miteinander verbunden sind; die Ergebnisse seines Nachdenkens betrafen die erste Lautverschiebung und die morphologische Sprachtypologie. Schlegel interessierte sich für die in Paris versammelten Gemälde der alten Meister und gründete die Zeitschrift Europa; Heinrich Christoph Kolbe wurde sein Mitarbeiter.
Schlegel wurde „eine bedeutende Mittler- und Vermittlerrolle zwischen deutscher und französischer Kultur zugeschrieben“. Er verfolgte damit vielleicht auch ein nur dialektisch zu erreichendes Ziel: „Durch die bessere Kenntnis der französischen Kultur und ihrer Voraussetzungen soll ihre europäische Vorherrschaft und Vorbildhaftigkeit gebrochen werden.“
Am 6. April 1804 heiratete er in der schwedischen Botschaft in Paris Dorothea, die, da sie aus jüdischem Elternhaus stammte, vorher zum Protestantismus konvertieren musste. Kurz darauf ging er nach Köln (wegen der mittelalterlichen Kunstschätze), wo er Vorlesungen an der École Centrale (Nachfolgerin der alten Universität Köln) hielt. Er traf Ferdinand Franz Wallraf, einen besessenen Sammler von allem, was mit der Geschichte Kölns verbunden war. Die Romantik zu Beginn des 19. Jahrhunderts führte in Deutschland zu einer Begeisterung für die mittelalterlichen Bauwerke, insbesondere für die großen Dome der Gotik und die Burgen. Schlegel lobte 1804/05 in seiner Abhandlung Grundzüge der gotischen Baukunst die gotische Stilepoche und sprach dabei wie Goethe von der „deutschen Baukunst“: „Es fand eine Umorientierung statt vom philosophischen Pantheismus der Goethezeit zur christlichen Spätromantik, von Baruch Spinoza zu Jakob Böhme und dem Geist des Christentums […]“. 1804 besuchte Schlegel auf Schloss Coppet seinen Bruder und Madame de Staël. Von dort ging er nach Paris, wurde aber krank und kehrte zurück nach Köln. Ende 1806 war er ein halbes Jahr zu Gast auf Schloss Acosta in Aubergenville bei Benjamin Constant und Germaine de Staël; seine Frau Dorothea übersetzte de Staëls Roman Corinne ins Deutsche.
1808 erschien Über die Sprache und Weisheit der Indier, eine Frucht seiner Pariser Studien, worin er seine romantischen Ideen über Sprache, Religion und Kultur darlegte. Es heißt, Friedrich Schlegel habe den Begriff „Vergleichende Grammatik“ eingeführt. Schlegel verglich Sanskrit mit Latein, Griechisch, Persisch und Deutsch und wies viele Gemeinsamkeiten in Vokabular und Grammatik nach. Die Behauptung der Gemeinsamkeiten dieser Sprachen ist, nach einigen Bearbeitungen und Umformulierungen, heute allgemein anerkannt. Weniger einig ist man sich darüber, in welcher geografischen Region diese Vorläufersprache anzusiedeln sei (siehe auch Out-of-India-Theorie). Schlegel war auch der Erste, der Sanskrit bei der Etymologie des Schamanismus-Begriffs mit einbezog.

### Als Konvertierter in Wien

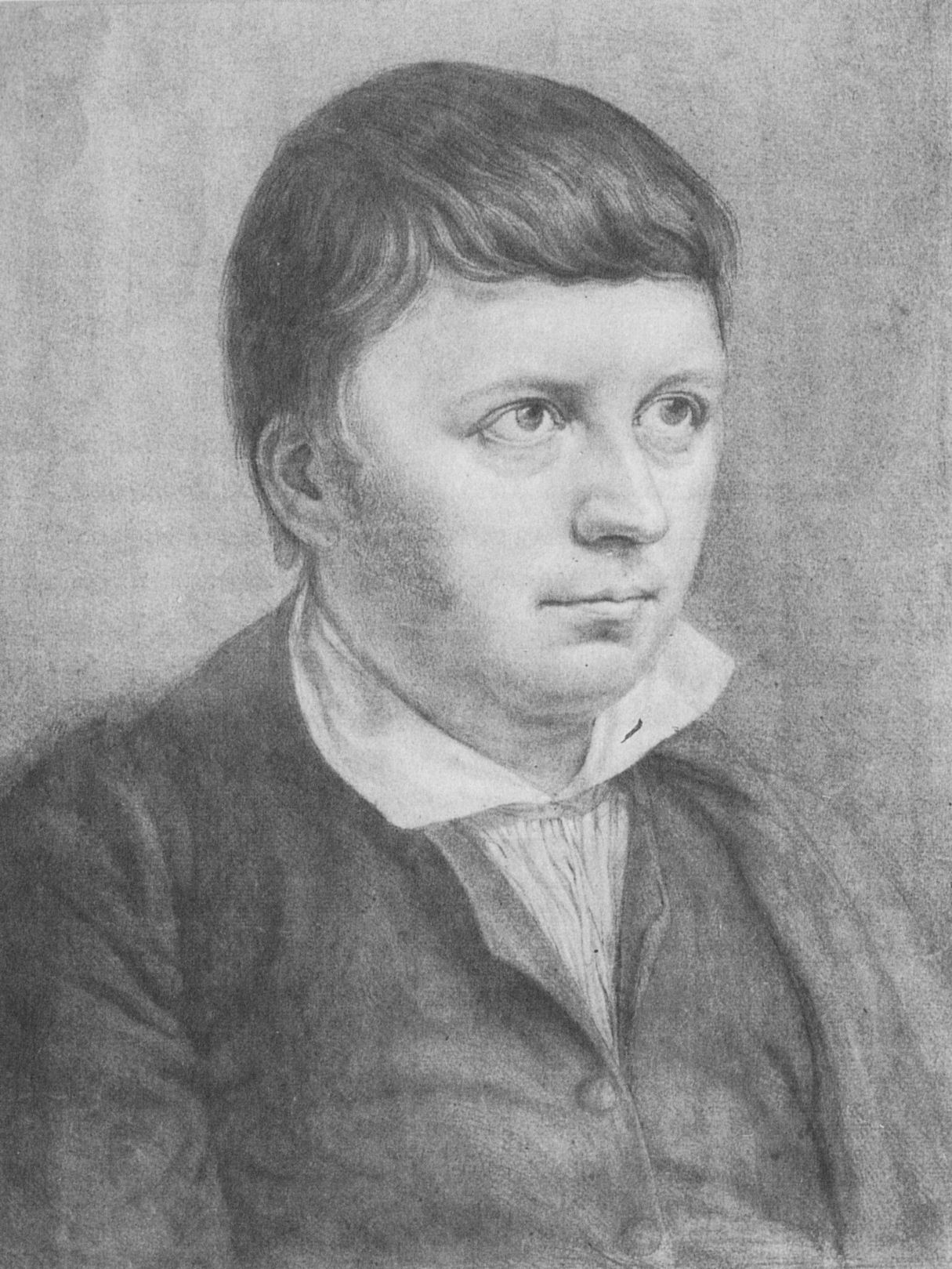
Friedrich Schlegel um 1810, Zeichnung von Philipp Veit (hier gespiegelt)

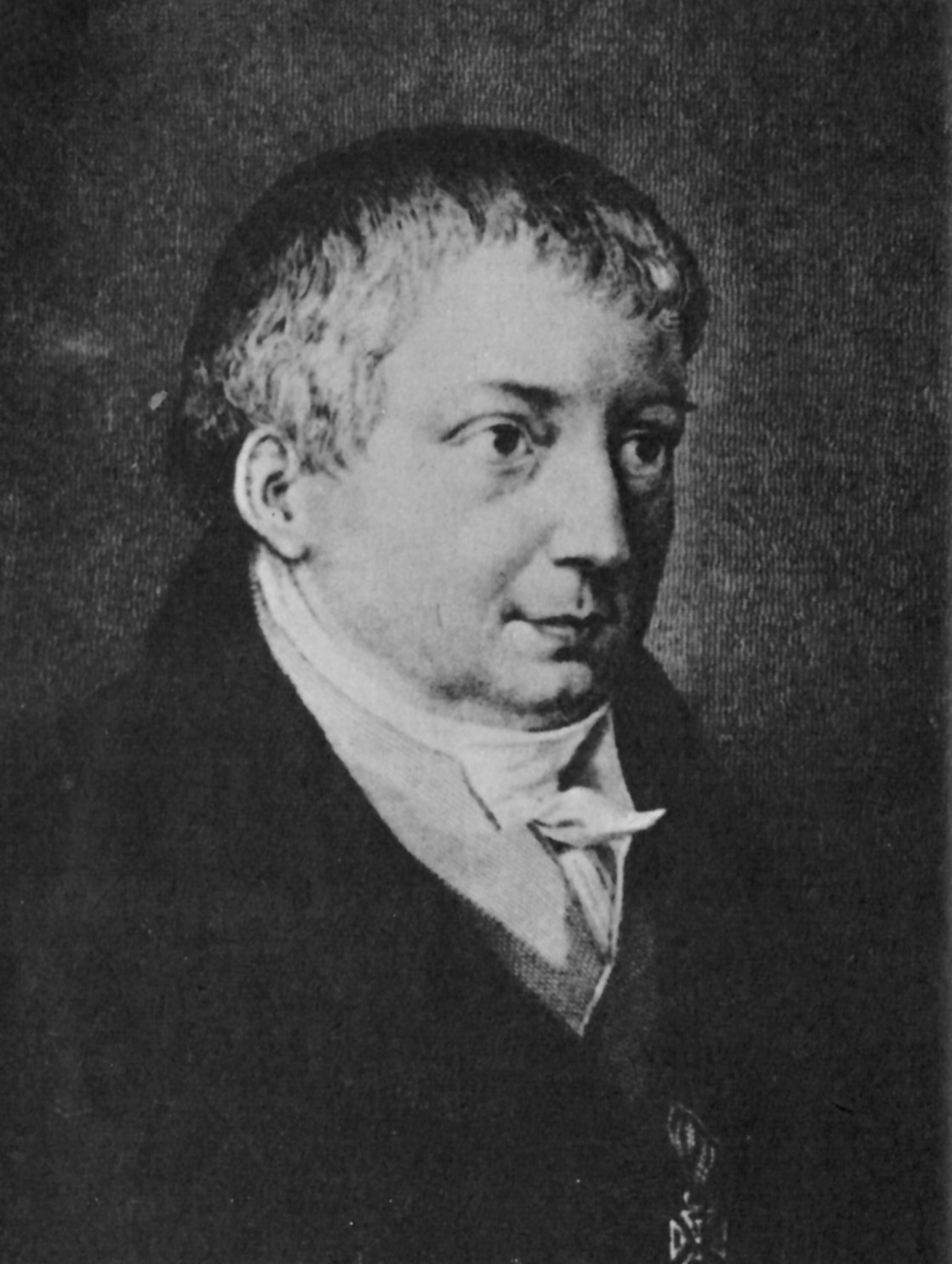
Friedrich von Schlegel um 1829, gezeichnet von Josef Axmann oder Auguste von Buttlar, seiner Nichte, die ihn nach Dresden begleitete.

Schlegel beschäftigte sich nicht länger mit Sanskrit, aber mit provençalischer Poesie und mit dem habsburgischen Kaiser Karl V. Sein Interesse für den Katholizismus wuchs in der Kölner Zeit immer mehr, so dass er 1808 mit seiner Ehefrau im Kölner Dom konvertierte. Anschließend zog er im Juni nach Prag und Wien, traf zwischendurch Johanna Schopenhauer und suchte einen Verleger, der sein Gesamtwerk herausgeben sollte. Mit einer Anstellung bei Karl von Österreich-Teschen, in dessen Hauptquartier er 1809 die Oesterreichische Zeitung herausgab, und der Wiener Armeehofkommission trat er schließlich in den Staatsdienst ein. 1810 wurde er Journalist bei der Zeitschrift Österreichischer Beobachter (die Wiener Zeitung war in Händen Napoleons). Er machte Bekanntschaft mit dem Historiker Joseph von Hormayr, mit Klemens Maria Hofbauer, der sich mit der religiösen Erneuerung in Wien befasste, mit dem Maler Ludwig Ferdinand Schnorr von Carolsfeld, dem Politiker Friedrich von Gentz und dem Schriftsteller Theodor Körner. Während des 5. Koalitionskriegs lebte er kurze Zeit in Pest und lernte Ungarisch. Nach dem Frieden von Schönbrunn ging er zurück nach Wien.
Im Jahr 1810 hielt er Vorlesungen „Über die neuere Geschichte“ und 1812 Vorlesungen zur „Geschichte der alten und neuen Literatur“, die er im Tanzsaal eines Gasthofs dozierte. Joseph von Eichendorff war anwesend und schrieb „Die erste Vorlesung Schlegels (Geschichte der Literatur, 12 Gulden Einlösscheine das Billet) im Tanzsaale des römischen Kaisers. Schlegel, ganz schwarz in Schuhen auf einer Erhöhung hinter einem Tischchen lesend. Mit wohlriechendem Holz geheizt. Großes Publikum. Vorn Kreis von Damen, Fürstin Liechtenstein mit ihren Prinzessinnen, Lichnowsky, etc. 29 Fürsten. Unten großes Gedränge von Equipagen, wie auf einem Ball. Sehr brillant.“ 1812 gründete er die Zeitschrift Deutsches Museum und berichtete über Burg Karlstein und rudolfinische Kunst. Im Jahr 1813 machte er Bekanntschaft mit dem Staatsmann Heinrich Friedrich Karl vom und zum Stein.
1814 ernannte Pius VII. ihn zum „Ritter des päpstlichen Christusordens“. Seit dieser Zeit benutzte er seinen adligen Titel, den die Familie ein Jahrhundert nicht verwendet hatte. Schon vor dem Wiener Kongress (1815) beschäftigte er sich mit der Verfassung Deutschlands und Österreichs nach Napoleon. Schon nach Jakob Bleyer war seine Rolle dabei bedeutender und weitreichender, als gemeinhin angenommen wurde. Ernst Behler meinte: „Vor allem war es ihm darum zu tun, zwei Lieblingsideen in die künftige deutsche Verfassung einzufügen, die er das Bürgerrecht der Israeliten und die Wiederherstellung der katholischen Kirche in Deutschland nannte.“ Er verwies darauf, dass Juden alle bürgerlichen Pflichten, besonders den Kriegsdienst, erfüllt hätten und man ihnen deshalb nicht länger die Bürgerrechte verwehren könne. 1815 bis 1818 wirkte er als österreichischer Legationsrat am Bundestag in Frankfurt.
1818 machte er eine Rheinreise zusammen mit August Wilhelm, der Inhaber des ersten Lehrstuhls für Indologie in Deutschland an der Universität Bonn geworden war. Dieser hatte sich in Paris Buchstaben für den Satz des indischen Devanagari-Alphabets herstellen lassen, um damit die ersten Sanskrit-Texte in Europa zu drucken. Das erste Buch war 1823 die Bhagavad Gita mit einer lateinischen Übersetzung von August Wilhelm. 1819 begleitete er den Kaiser Franz I. und Klemens Wenzel Lothar von Metternich nach Rom, wo seine Frau und ihre beiden Söhne, Philip und Johannes Veit lebten.

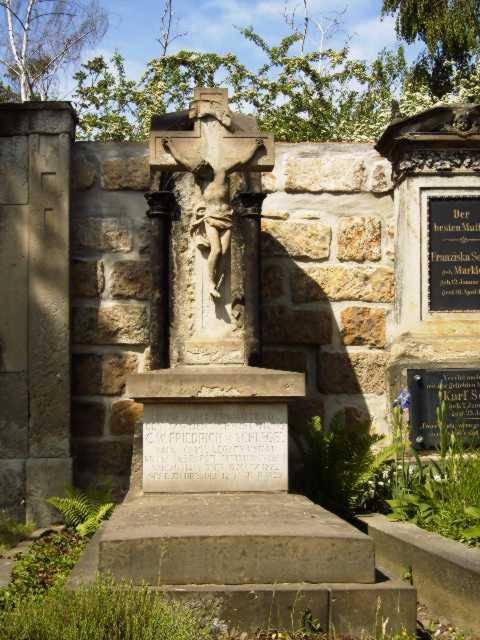
Grab des Dichters auf dem Alten Katholischen Friedhof Dresden

Mit der Concordia begründete Friedrich 1820 eine weitere Zeitschrift. Mitarbeiter wurden Adam Müller von Nitterdorf, Franz Baader,  Joseph Görres und Zacharias Werner; der katholische Aspekt stand dabei deutlich im Vordergrund. Er verurteilte die Neuzeit insgesamt und plädierte für die Wiederherstellung der mittelalterlichen Ständeordnung. „Zu Lebzeiten wurde Schlegel von den Zeitgenossen mehr und mehr nur noch als Repräsentant der katholischen Partei und der päpstlichen Interessen in Deutschland gesehen.“
Die Concordia stieß auf Ablehnung, nicht nur bei Protestanten und Liberalen, sondern auch bei August Wilhelm und dessen Umfeld. 1823 kam das sechste und letzte Heft heraus. Schlegel machte mehrere Reisen nach Schloss Feistritz (Ilz). Der Zwiespalt, der sich zwischen den Brüdern auftat, wurde nicht mehr überbrückt und führte 1828 zur öffentlichen Distanzierung August Wilhelms von Friedrich. So beschränkte sich die Wirkung Schlegels mehr und mehr auf einen engen Kreis Gleichgesinnter. Er wurde Mystiker und beschäftigte sich mit Telepathie.
Nachdem er in Wien seine Vorlesungen zur Philosophie des Lebens (1827) und zur Philosophie der Geschichte (1828) gehalten hatte, reiste er 1828 nach Dresden, wo er Vorlesungen über die Philosophie der Sprache und des Wortes vorbereitete. Friedrich von Schlegel starb völlig unerwartet an einem schweren Schlaganfall in seinem Gasthof und wurde am 14. Januar 1829 auf dem Alten Katholischen Friedhof in Dresden beerdigt. 

## Schlegels Philosophie
- „Es ist gleich tödlich für den Geist, ein System zu haben, und keins zu haben. Er wird sich also wohl entschließen müssen, beides zu verbinden.“[43]
- „Man kann nur Philosoph werden, nicht es sein. So bald man es zu sein glaubt, hört man auf es zu werden.“[44]
- (unter Bezug auf Fichte:) „Die Welt ist kein System, sondern eine Geschichte, aus der nachher freilich Gesetze folgen können.“
- Wahrheit sei die „Indifferenz […] zweyer sich entgegengesetzter Irrthümer“.[45]
- „Unser Wissen ist nichts, wir horchen allein dem Gerüchte.“[46]

Wissen ist nicht alles – so die Kurzformel der romantischen Kritik an der Aufklärung. Vernunft ist eine Dimension, die die Ganzheitlichkeit der Welt alleine nicht beschreiben kann. Die Geschichte kann man nicht richtig erfassen, wenn man ihr nicht auch poetisch und intuitiv begegnet und versucht, auch die Gefühlswelt der betrachteten Zeit nachzuempfinden. Die Konzentration auf das Rationale verpasst das Organische, das Werden und Vergehen in einer geschichtlichen Kultur. Diese von Hamann (Sokratische Denkwürdigkeiten) und Herder (Auch eine Philosophie der Geschichte zur Bildung der Menschheit) in die Debatte eingebrachten Gedanken wurden in der Romantik aufgenommen und, neben anderen, von Novalis (Blüthenstaub) und Schlegel erneut formuliert.
In den Kölner „Philosophischen Vorlesungen“ (1804–1806) formulierte Schlegel die in der Philosophie Indiens gegründete Idee des „Gesetzes vom ewigen Kreislauf“, mit der er den linearen Fortschrittsgedanken der Aufklärer kritisierte:

„Philosophisch kann man als allgemeines Gesetz für die Geschichte aufstellen, daß die einzelnen Entwicklungen gemäß dem für sie geltenden Gesetze des Ueberspringens in das Gegentheil Gegensätze bilden, in Epochen, Perioden zerfallen, das Ganze der Entwicklung aber einen Kreislauf bildet, in den Anfang zurückkehrt; ein Gesetz, welches allein auf Totalitäten anwendbar ist.“

Für Schlegel gibt es keine endgültigen Wahrheiten, die sich, wie es sich die Aufklärung vorstellte, im Licht der Vernunft herauskristallisierten. Die Geschichte ist ein unendlicher Prozess des Werdens und Vergehens. Die Welt kann deshalb nicht statisch betrachtet werden, sondern die Wissenschaft muss sich mit dem Werden auseinandersetzen. Die primäre Wissenschaft ist deshalb die Geschichte und nicht die Philosophie.

„Wenn die Geschichte die einzige Wissenschaft ist, könnte man fragen, wie verhält sich den die Philosophie zu derselben? Die Philosophie selbst muß dem Geiste nach historisch, ihre Denk- und Vorstellungsart überall genetisch und synthetisch seyn; dies ist auch das Ziel, welches wir uns bei unserer Untersuchung vorgesetzt haben.“

Er lehnte die Vorstellung einer Wahrheit als Korrespondenz der Dinge mit den Vorstellungen im Verstande ab, denn dann müssten ja die Vorstellungen ebenso fixiert sein wie die Dinge und würden die Freiheit des Denkens verlieren.

„Es gibt keine wahre Aussage, denn die Position des Menschen ist die Unsicherheit des Schwebens. Wahrheit wird nicht gefunden, sondern produziert. Sie ist relativ.“

Deshalb lehnt er auch Fichtes subjektive Identität des Ich in sich selbst ab. Es geht nicht um die Beziehung von erkennendem Ich und einem diesem gegenüberstehenden Nicht-Ich, sondern um einen Sinnzusammenhang, in dem die Beziehung des endlichen Ich mit dem Unendlichen, an dem es teilhat, hergestellt wird. Freiheit entsteht gerade dadurch, dass die Einbildungskraft nicht an einen materiellen kausalen Zusammenhang gebunden ist. Diese Freiheit kommt in der Poesie am stärksten zum Ausdruck.

„Der eigene Zweck der Einbildungskraft ist das innere, freie, willkürliche Denken und Dichten. Im Dichten ist sie auch wirklich am freiesten.“

Angesichts der Grenzen menschlicher Erkenntnis, die das Absolute nicht fassen kann, sah Schlegel einen Ausweg in der poetischen Literatur, die einen Weg erschließt, sich dem transzendenten, nicht konkret fassbaren Göttlichen so weit wie möglich zu nähern.

„Weil aber alle Erkenntnis des Unendlichen wie ihr Gegenstand immer unendlich und unergründlich, also nur indirekt sein kann, wird sinnbildliche Darstellung nötig, um das, was nicht im ganzen erkannt werden kann, doch teilweise erkennen zu können. Was nicht in einen Begriff zusammengefaßt werden kann, läßt sich vielleicht durch ein Bild darstellen; und so führt dann das Bedürfnis der Erkenntnis zur Darstellung, die Philosophie zur Poesie.“

Philosophie und Poesie sind keine Gegensätze, sondern bedürfen der gegenseitigen Ergänzung:

„Sie sind unzertrennlich verbunden, ein Baum, dessen Wurzel die Philosophie, dessen schönste Frucht die Poesie ist. Poesie ohne Philosophie wird leer und oberflächlich, Philosophie ohne Poesie bleibt ohne Einfluß und wird barbarisch.“

### Politische Philosophie
In der frühen Phase seines Philosophierens stand Schlegel wie andere Romantiker unter dem Eindruck der Französischen Revolution. In seinem Versuch über den Begriff des Republikanismus kritisiert er die Definition des Republikanismus in Kants Schrift Zum ewigen Frieden und geht weit über diese Definition hinaus. Der Republikanismus müsse notwendig demokratisch sein. Schlegel fordert, dass der „empirische Wille“, also der „Wille der Mehrheit als Surrogat des allgemeinen Willens gelten“ solle, da der a priori gedachte „absolut allgemeine Wille […] im Gebiete der Erfahrung nicht vorkommen kann“. Er legitimiert in besonderen Fällen auch die Insurrektion, also den Aufstand oder die Revolution: Es ließe sich denken, dass in bestimmten Situationen die „konstituierte Macht für de facto annulliert geachtet werden und die Insurrektion also jedem Individuum erlaubt sein soll“, zum Beispiel wenn ein Diktator die Macht auf Dauer usurpiert oder wenn die Verfassung vernichtet wird. Damit wendet er sich implizit auch gegen die nur kurze Zeit später von Kant (in der Metaphysik der Sitten 1797) entwickelten Vorstellung, dass es ein Verbrechen sei, vom allgemeinen Volkswillen legitimierte Gesetze auch nur vorübergehend außer Kraft zu setzen.
Nach der Restauration von 1815 nimmt Schlegel in seiner Funktion am österreichischen Hof eine wesentlich konservativere Position ein: In seinem Essay Signatur des Zeitalters (1820) kritisiert er das doppelte Übel des Idealismus und des britisch-amerikanischen Parlamentarismus. Er fordert einen organisch-korporatistischen christlichen Staat mit der Familie als Zentrum, wie es Hegel in seiner Philosophie des Rechts vorschwebt. Hegel selbst greift er indessen von rechts an und wirft ihm im Jahr 1817 vor, mit seinem System „eine eigentliche Vergötterung des verneinenden Geistes“ geschaffen zu haben, „also in der That philosophische[n] Satanismus“.

## Werke

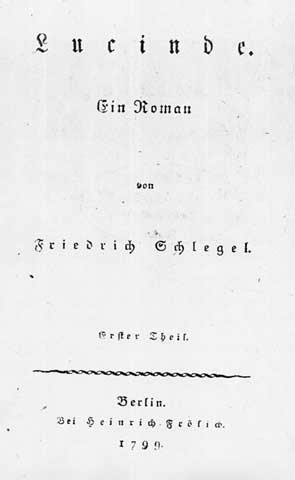
Titelblatt der Erstausgabe von Lucinde

- Vom ästhetischen Werte der griechischen Komödie. 1794.
- Über die Diotima. 1795.
- Versuch über den Begriff des Republikanismus. 1796.
- Georg Forster. 1797. (Volltext)
- Über das Studium der griechischen Poesie. 1797. (Volltext)
- Über Lessing. 1797. (Volltext)
- Kritische Fragmente. („Lyceums“-Fragmente), 1797. (Volltext)
- Fragmente. („Athenaeums“-Fragmente), 1798. (Volltext)
- Geschichte der Poesie der Griechen und Römer 1798.[57]
- Ueber Goethe’s Meister. 1798. (Volltext)
- Lucinde. 1799. (Digitalisat und Volltext im Deutschen Textarchiv)
- Über die Philosophie. An Dorothea. 1799. (Volltext)
- Ideen. 1800. (Volltext)
- Gespräch über die Poesie. 1800. (Volltext)
- Über die Unverständlichkeit. 1800. (Volltext)
- Charakteristiken und Kritiken. 1801.
- Transcendentalphilosophie. 1801.
- Alarkos. 1802.
- Reise nach Frankreich. 1803. (Volltext)
- Beiträge zur Geschichte der europäischen Literatur. 1803. (Volltext)
- Pariser Neuigkeiten. 1803. (Volltext)
- Grundzüge der gotischen Baukunst. 1804/1805.
- Über die Sprache und Weisheit der Indier. 1808. (Digitalisat und Volltext im Deutschen Textarchiv)
- Deutsches Museum. (Als Hg.) 4 Bde. Wien 1812–1813, Camesina > Zeitschriften Literatur.
- Geschichte der alten und neueren Literatur. Vorlesungen, 1815.

Werkausgaben:
- Sämmtliche Werke. 10 Bände. Mayer, Wien 1822–1825.
- Sämmtliche Werke. 2. Original-Ausgabe, 15 Bände, 4 Supplementbände. Klang, Wien & Bonn 1846 (Digitalisat).
- Jakob Minor (Hrsg.): Friedrich Schlegel. Seine prosaischen Jugendschriften 1794–1802. 2 Bände. Konegen, Wien 1882.
- Ausgewählte Werke. Hrsg. von Eberhard Sauer. Dom-Verlag, Berlin 1922.
- Ernst Behler, Jean-Jacques Anstett, Hans Eichner (Hrsg.): Friedrich Schlegel. Kritische Ausgabe seiner Werke. 35 Bände. Schöningh, München u. a. 1958 ff. (noch nicht abgeschlossen; Website).
  - Abt. 1: Kritische Neuausgabe
  - Abt. 2: Schriften aus dem Nachlaß
  - Abt. 3: Briefe
  - Abt. 4: Editionen, Übersetzungen, Berichte
- Vom romantischen Geist. Ausgewählte Aufsätze. Hrsg. von Renate Riemeck. Wedel 1946 (= Meister der kleinen Form. Band 1).
- Ernst Behler (Hrsg.): Friedrich Schlegel. Kritische Schriften und Fragmente. Studienausgabe. 6 Bde. Schöningh, Paderborn/München/Wien 1988.
- Wolfgang Hecht (Hrsg.): Friedrich Schlegel. Werke. 2 Bände. Aufbau, Berlin/Weimar 1980.
- Schriften zur Kritischen Philosophie 1795–1805. Mit einer Einleitung und Anmerkungen hrsg. von Andreas Arndt und Jure Zovko. Meiner, Hamburg 2007, ISBN 978-3-7873-1848-3 (Inhalt und Einleitung (PDF; 389 kB), Rezension; PDF; 94 kB)
- „Athenaeum“-Fragmente und andere frühromantische Schriften. Edition, Kommentar und Nachwort von Johannes Endres. Philipp Reclam jun., Ditzingen 2018, ISBN 978-3-15-019525-3.

## Nachlass
- Von 1822 bis 1825 hat sich Schlegel der Edition seiner Sämtlichen Werke gewidmet. Windischmann gab die „Philosophischen Vorlesungen“ seines verstorbenen Freundes Schlegel heraus.
- Ein Teil des Nachlasses wurde 2009 dem Historischen Archiv des Erzbistums Köln übergeben, darunter Manuskripte, Texte und Entwürfe mit handschriftlichen Ergänzungen. Der Teilnachlass ist Eigentum der Görres-Gesellschaft zur Pflege der Wissenschaft und umfasst 3.321 Seiten.

## Literatur

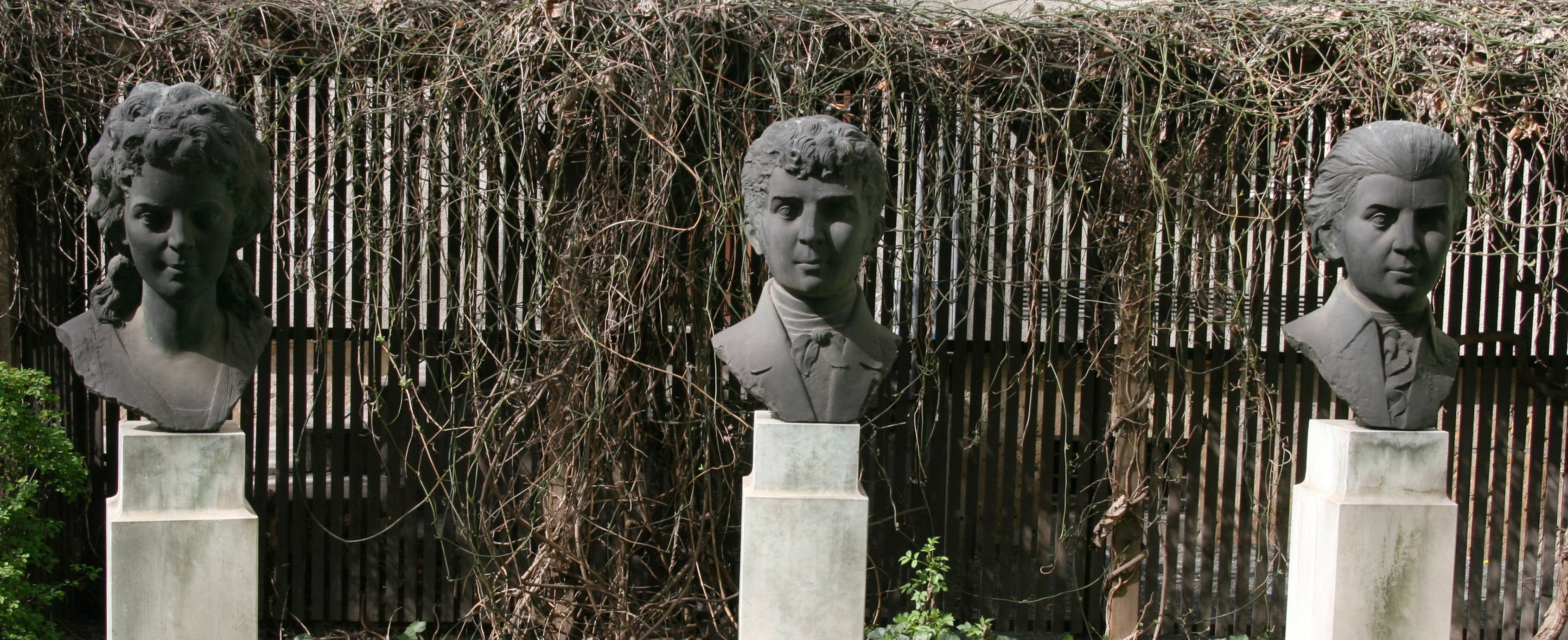
Büsten von Caroline Böhmer und der Brüder Schlegel vor dem Romantikerhaus in Jena